# Еволюционна психология
Еволюционната психология се опитва да обясни психологически черти като памет, възприятие или език като адаптации, които са като функционални продукти на естествен отбор или сексуален отбор. Адапционистите мислят че физиологичните механизми като сърце, дробове и имунна система са общи в еволюционната биология. Еволюционната психология прилага същото мислене към психологията.
Еволюционните психолози (виж например Бъс 2005, Дюрант и Елис 2003; Пинкър 2002; Туби и Космидес 2005) смятат че голяма част от човешкото поведение е породена от психологически адаптации, които се развиват в решаване на повторяеми проблеми в човешките прародителски среди. Те хипотезират, например, че хората имат вътрешно присъщи психически капацитети за научаване на език, правейки го почти автоматично, докато нямат вътрешно присъщ капацитет по-специално за четене и писане.

### Академични общества
- ((en)) Човешко поведение и еволюционно общество; международно общество, посветено на използването на еволюционната теория за изучаването на човешата природа
- ((en)) Международно общество за човешка етология Архив на оригинала от 2006-06-26 в Wayback Machine.; съдейства за етологичните перспективи върху изучаването на хората по целия свят
- ((en)) Асоциация за политики и човешки науки; международна и интердисциплинарна асоциация, занимаваща се с еволюционна, генетична и екологична наука
- ((en)) Общество за еволюционен анализ на правото
- ((en)) Институт Нова Англия за когнитивна наука и еволюционна психология Архив на оригинала от 2007-04-27 в Wayback Machine.
- ((en)) Североизточно еволюционно психологическо общество; регионално общество, посветено на окуражаването на научните изследвания и диалог по въпроса на еволюционната психология

### Списания
- ((en)) Еволюционна психология Архив на оригинала от 2015-08-20 в Wayback Machine. списание със свободен онлайн достъп
- ((en)) Еволюция на човешкото поведение; списание на Обществото за човешко поведение и еволюция
- ((en)) Политики и науки за живота е интердисциплинарно рецензирано списание, публикувано от Асоциацията за политики и науки за живота
- ((en)) Човешко поведение: интердисциплинарна биосоциална перспектива – за развитието на интердисциплинарни изследвания на биологичните и социални фактори, както и факторите на средата, които са основа на човешкото поведение. Фокусира се основно върху функционалното единство при което тези фактори са продължително взаимодействащи. Това вкючва еволюционни, биологични и социологически процеси, и как те взаимодействат с човешкото поведение.
- ((en)) Биологична теория: интегриране на развитието, еволюцията и възприятието Архив на оригинала от 2007-07-05 в Wayback Machine., посветено на теоретичното развитие на полетата на биологията и когнитивистиката, с ударение върху концептуалното интегриране, което е възможно чрез еволюционни подходи и подходи, свързани с развитието.
- ((en)) Еволюционна антропология Архив на оригинала от 2000-12-10 в Wayback Machine.
- ((en)) Науки за поведението и мозъка – интердисциплинарни статии в областта на психологията, невронауката, поведенческата биология, когнитивната наука, изкуствения интелект, лингвистиката и философията. Около 30% от статиите са фокусирани върху еволюционния анализ на поведението.
- ((en)) Еволюция и развитие Архив на оригинала от 2013-01-05 в archive.today – изследвания отнасящи се до представянето на еволюционната беология и биология на развитието
- ((en)) Списание по социална, еволюционна и културна психология
- ((en)) Биологична теоррия: Интегриране на развитие, еволюция и възприятие Архив на оригинала от 2007-07-05 в Wayback Machine.; публикуват се теоретични изследвания, съдействащи за напредъка в областта на биологията и възприятието, с ударение върху концептуалната интеграция чрез еволюционни подходи и подходи, произтичаи от изследвания на развитието. Свободен достъп на статии от Зима 2006[неработеща препратка]

### Видео
- ((en)) Кратко видео по въпроса какво е еволюционна психология (от сериите „Еволюция“ PBS)
- ((en)) TED лекция Архив на оригинала от 2011-10-22 в Wayback Machine. от Стивън Пинкър за неговата книга The Blank Slate: The Modern Denial of Human Nature
- ((en)) Маргарет Мийд и Самоа; Архив на оригинала от 2011-06-04 в Wayback Machine. преглед на дебата природа срещу възпитание, започнат от Да станеш на възраст в Самоа
- ((en)) Видео интервю Архив на оригинала от 2011-05-19 в Wayback Machine. със Стив Пинкър от Робърт Райт, дискутиращо еволюционната психология
- ((en)) Видео интервю Архив на оригинала от 2011-06-04 в Wayback Machine. с Едуард О. Уилсън от Робърт Райт, което контекстуалицира еволюционната психология в рамките на науката, политиката, академията и философията